# 송암동굴

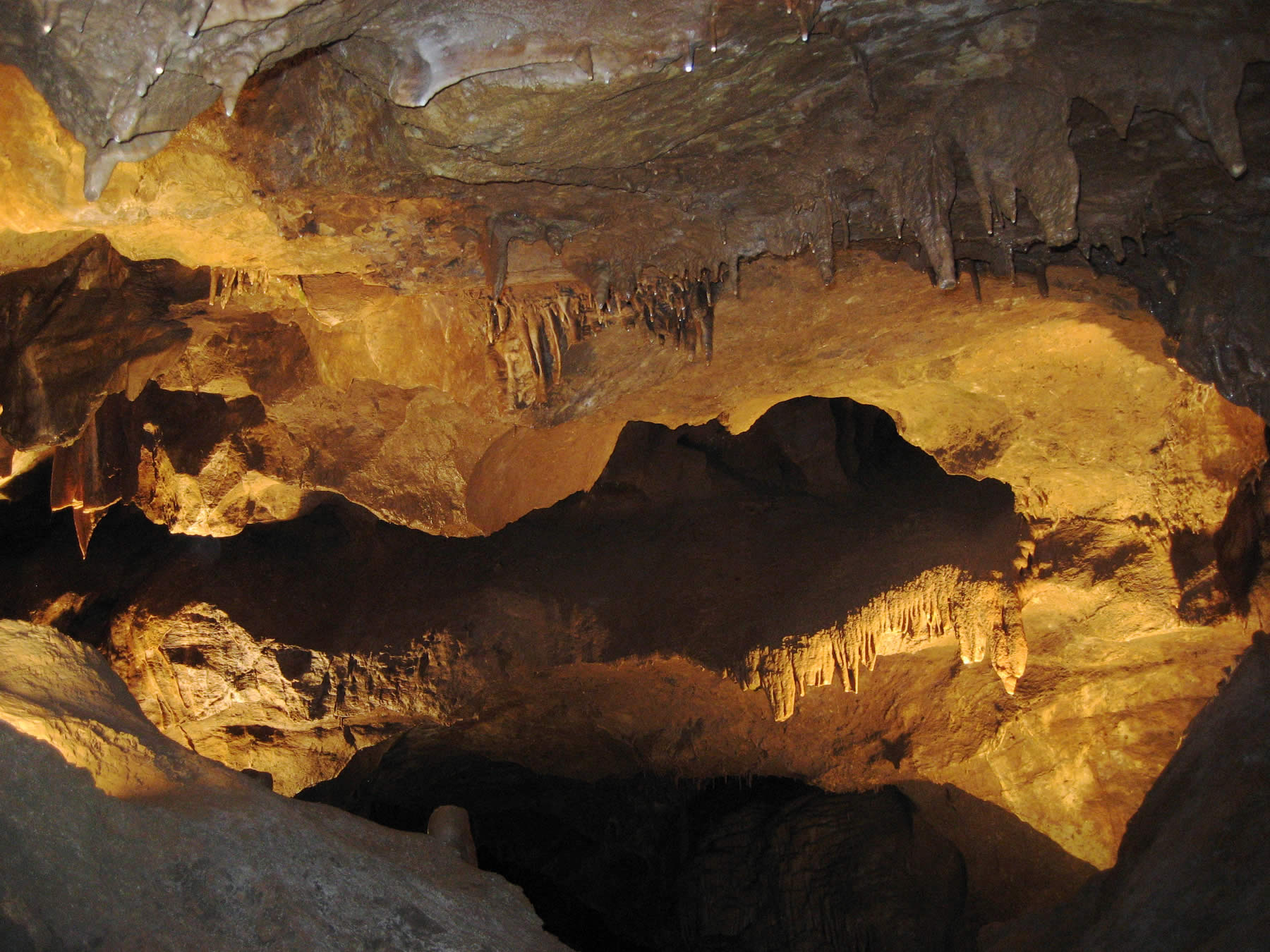

송암동굴(松巖洞窟)은 조선민주주의인민공화국의 관광지이다. 평안남도 개천시에 위치해 있다. 이 동굴에 전구와 냉난방 장치를 해놨다. 이 동굴은 평양의 조선국제려행사가 관리하고 있다.

## 같이 보기
- 조선민주주의인민공화국의 관광